# Alexander Frei
Alexander Frei, född 15 juli 1979 i Basel, är en schweizisk före detta fotbollsspelare.
Han avslutade sin karriär i FC Basel i schweiziska högsta-divisionen Axpo Super League, som anfallare. Han gick vidare med sitt Basel från gruppspelet i Champions league 2011. FC Basel besegrade Manchester United med 2-1 i gruppspelets sista match och slutade därmed tvåa i gruppen efter Benfica.  
I det första mötet mot Manchester United (som slutade 3-3) gjorde han två mål och i det andra mötet ett mål. Frei tackade tillsammans med Marco Streller för sig i landslaget efter att ha hånats av den schweiziska publiken i en hemmalandskamp. Frei är schweiziska landslagets främste målskytt någonsin.  